# Silvia Berger
Silvia Berger (Westendorf, 7 novembre 1980) è un'ex sciatrice alpina austriaca, vincitrice della Coppa Europa nel 1999.
Era specialista di supergigante e slalom gigante, anche se a volte disputava anche gare di discesa libera.

## Biografia

### Stagioni 1996-1999
Silvia Berger, attiva in gare FIS dal dicembre del 1995, esordì in Coppa Europa il 18 dicembre 1997 ad Altenmarkt-Zauchensee, piazzandosi 24ª in discesa libera. Il 14 e il 15 dicembre 1998 ottenne a Bardonecchia in slalom gigante il suo primo podio (2ª) e la sua prima vittoria nel circuito continentale, che in quella stagione avrebbe chiuso aggiudicandosi sia la classifica generale, sia quelle di discesa libera e di slalom gigante.
Sempre nel 1999 esordì in Coppa del Mondo, il 2 gennaio nello slalom gigante di Maribor in cui si piazzò al 20º posto, e due mesi dopo ai Mondiali juniores di Pra Loup vinse due medaglie d'argento, nel supergigante e nello slalom gigante.

### Stagioni 2000-2009
In Coppa del Mondo ottenne tre podi in carriera, dal primo del 9 dicembre 1999 nello slalom gigante di Val-d'Isère (2ª) all'ultimo del 14 gennaio 2005 a Cortina d'Ampezzo in supergigante (3ª). Nel 2005 partecipò anche ai suoi unici Campionati mondiali, arrivando 11ª nel supergigante della rassegna iridata di Bormio/Santa Caterina Valfurva, e si piazzò al 3º posto nella classifica di slalom gigante della Coppa Europa.
Nella stagione 2005-2006 in Coppa Europa vinse la sua ultima gara, lo slalom gigante di Altenmarkt-Zauchensee dell'11 marzo, e fu nuovamente 3ª nella classifica di slalom gigante. Il suo ultimo podio nel circuito continentale fu il 2º posto nel supergigante di Les Orres del 10 marzo 2008; si ritirò dall'attività agonistica in occasione del supergigante di Coppa del Mondo disputato il 22 febbraio 2009 a Tarvisio, che chiuse al 42º posto.

## Palmarès

### Mondiali juniores
- 2 medaglie:
  - 2 argenti (supergigante, slalom gigante a Pra Loup 1999)

### Coppa del Mondo
- Miglior piazzamento in classifica generale: 26ª nel 2004
- 3 podi:
  - 1 secondo posto
  - 2 terzi posti

### Coppa Europa
- Vincitrice della Coppa Europa nel 1999
- Vincitrice della classifica di discesa libera nel 1999
- Vincitrice della classifica di slalom gigante nel 1999
- 26 podi:
  - 9 vittorie
  - 11 secondi posti
  - 6 terzi posti

#### Coppa Europa - vittorie
| Data             | Località              | Paese    | Specialità |
| ---------------- | --------------------- | -------- | ---------- |
| 15 dicembre 1998 | Bardonecchia          | Italia   | GS         |
| 13 gennaio 1999  | Veysonnaz             | Svizzera | DH         |
| 14 gennaio 1999  | Veysonnaz             | Svizzera | DH         |
| 27 gennaio 1999  | Altenmarkt-Zauchensee | Austria  | DH         |
| 21 dicembre 2002 | Zwiesel               | Germania | GS         |
| 22 dicembre 2002 | Zwiesel               | Germania | GS         |
| 15 dicembre 2004 | Altenmarkt-Zauchensee | Austria  | DH         |
| 15 febbraio 2006 | Abetone               | Italia   | GS         |
| 13 marzo 2006    | Altenmarkt-Zauchensee | Austria  | GS         |

Legenda:

DH = discesa libera

GS = slalom gigante

### Nor-Am Cup
- Miglior piazzamento in classifica generale: 63ª nel 2003
- 1 podio:
  - 1 terzo posto

### Campionati austriaci
- 3 medaglie[1]:
  - 1 oro (supergigante nel 2008)

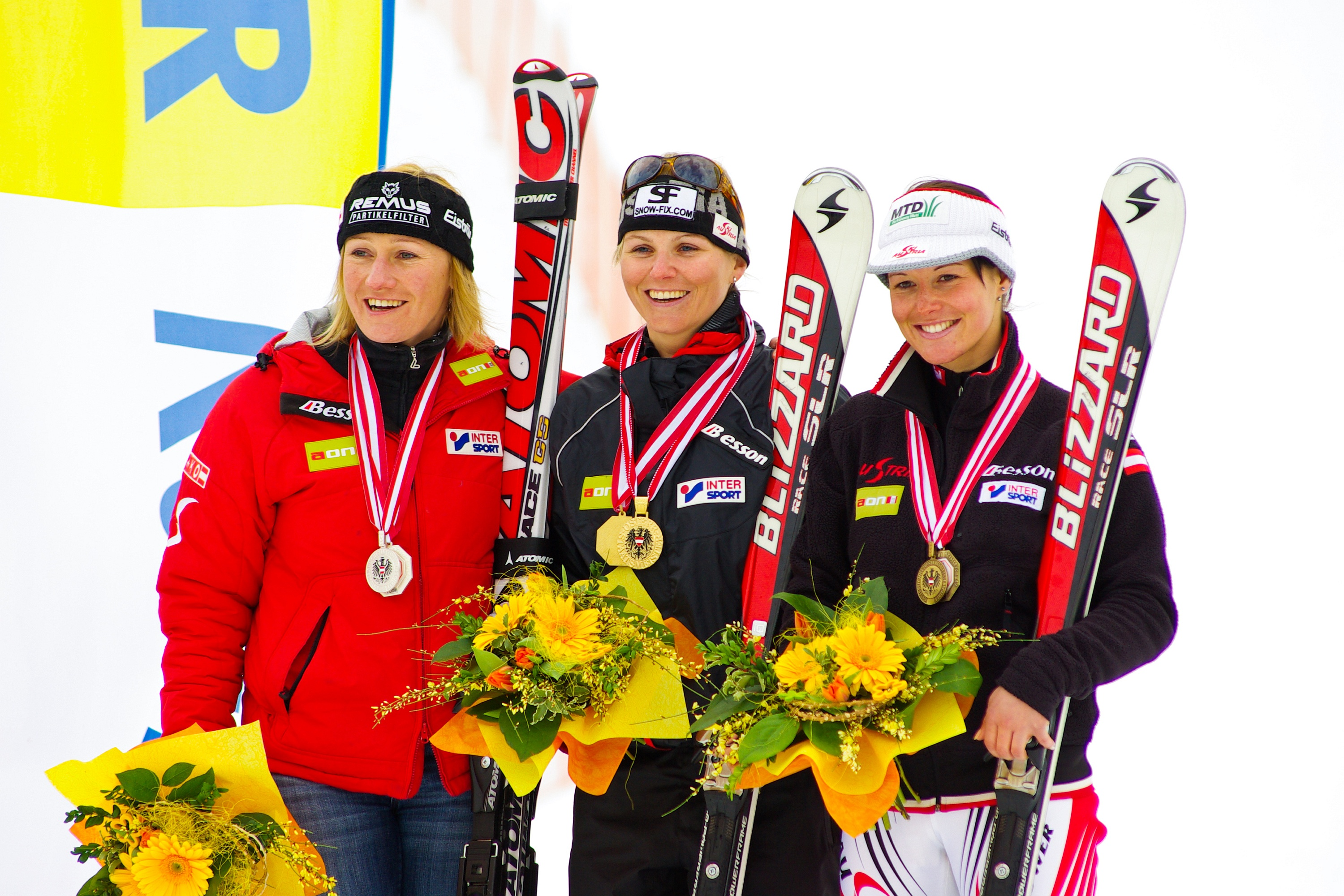
Il podio del supergigante ai Campionati austriaci del 2008, con Silvia Berger (oro, al centro), tra Renate Götschl (argento, a sinistra) e Stefanie Köhle (bronzo, a destra)

  - 2 argenti (slalom gigante nel 1999; discesa libera nel 2008)

### Campionati austriaci juniores
- 4 medaglie[1]:
  - 3 argenti (discesa libera, supergigante nel 1997; slalom gigante nel 1999)
  - 1 bronzo (supergigante nel 1990)